# Bohumil Liška
Bohumil Liška (28. února 1905 Roškopov – 27. listopadu 1969 Lázně Bělohrad) byl český pilot a letecký instruktor sloužící v Royal Air Force a United States Army Air Forces během druhé světové války a politický vězeň komunistického režimu v Československu.

## Život

### Před druhou světovou válkou
Bohumil Liška se narodil 28. února 1905 v Roškopově na Novopacku. Jeho otec padl v roce 1917 na italské frontě, matka zemřela o tři roky později. O něho a zejména o jeho mladšího bratra Jaroslava se pak starala teta z Horní Nové Vsi. Vstoupil do armádního letectva a vypracoval se na leteckého instruktora, kterým byl ve třicátých letech. K letectví přivedl i svého mladšího bratra Jaroslava.

### Druhá světová válka
Po německé okupaci v březnu 1939 opustil Bohumil Liška i jeho mladší bratr Jaroslav Protektorát Čechy a Morava a oba přešli do Polska. Zatímco Jaroslav odplul do Francie, zůstal Bohumil Liška na území Polska až do jeho porážky v září 1939. Poté skončil v sovětském internačním táboře. Zde byl vězněn do roku 1941, poté se dostal do Velké Británie, kde létal od října 1942 jako příslušník 311. československé bombardovací perutě RAF a věnoval se výcviku pilotů. Po skončení turnusu v dubnu 1943 sloužil na Inspektorátu československého letectva v Londýně, kde se stal osobním přítelem Jana Masaryka. Mezi srpnem 1943 a červnem 1944 létal znovu tentokrát v řadách americké osmé letecké armády. Asi deset náletů zde absolvoval se svým bratrem Jaroslavem. Po ukončení tohoto turnusu se opět vrátil na Inspektorát československého letectva do Londýna.

### Po druhé světové válce
Po návratu do Československa zastával Bohumil Liška post velitele královéhradeckého letiště. Po komunistickém převratu v roce 1948 se stal nepohodlným, v roce 1949 byl degradován na vojína a uvězněn na Mírově. Propuštěn byl po dvou letech, rehabilitován v roce 1969. Usadil se v Prostřední Nové Vsi. Dne 27. listopadu 1969 zemřel. Pohřben je v rodinném hrobě na hřbitově ve Staré Pace.

## Rodina
Jeho bratr Jaroslav Liška se ve Velké Británii oženil a měl dceru a dva syny. V roce 1946 se do Velké Británie vrátil a také v ní zemřel. Urna s jeho popelem byla v roce 2010 převezena rovněž do rodinného hrobu ve Staré Pace.

## Ocenění

### Vyznamenání
- 1943 Československá medaile Za chrabrost před nepřítelem
- 1945 Československý válečný kříž 1939
- Československá medaile za zásluhy I. st.
- Pamětní medaile československé armády v zahraničí
- Hvězda 1939–1945
- Hvězda Atlantiku
- Medaile za obranu (Spojené království)
- Válečná medaile 1939–1945

### Posmrtná ocenění
- V roce 2000 byla v Prostřední Nové Vsi u Lázní Bělohrad na domě, kde Bohumil Liška žil, odhalena pamětní deska[1]